# Olena Topolia
Olena Topolia (en Ucraniano: Олена Тополя) cuyo nombre es Olena Kucher nació el 14 de mayo de 1986 en Zaporizhia, URSS) conocida hasta octubre de 2023 como Alyosha, es una cantante pop ucraniana, compositora y autora de canciones.

## Alyosha en Eurovisión 2010
Alyosha ganó la final nacional de Ucrania con la canción "To be free". Sin embargo, este tema estuvo disponible para su compra (con el nombre de Alyosha) en el sitio alemán de Amazon desde el 12 de abril de 2008, incumpliendo con las reglas de la UER, al no ser un tema inédito al 1 de octubre de 2009. Finalmente, el 24 de marzo de 2010, la Natsionalna Telekompaniya Ukrainy (NTU), presentó un nuevo tema, llamado "Sweet people".
El 27 de mayo de 2010 Alyosha participó en la semifinal del Festival de la Canción de Eurovisión clasificando a la final con 77 puntos, en el 7º lugar.
El 29 de mayo de 2010 fue la final, realizada en el Telenor Arena de Oslo, Noruega.
Alyosha hizo su presentación en el 17º lugar, ingresando finalmente al top 10 con 108 puntos en el 10º puesto en el festival.
Alyosha actuó durante una de las semifinales de Eurovisión 2023. La cantante a dúo con Rebecca Ferguson cantó la canción Ordinary World, que fue interpretada por primera vez por miembros de la banda británica Duran Duran.
Durante esta actuación en el Festival de la Canción de Eurovisión, el escenario se iluminó con colores azul y amarillo. Y sonó una sirena en el pasillo (sonidos de una alarma de aire)

## Primer disco de Alyosha
Su nuevo disco se hace llamar "A world outside your door". El disco fue sacado 3 meses después tras la aventura de Eurovisión. Se ha lazando únicamente en Ucrania e incluye temas totalmente nuevos como "Royalty", baladas como "Wishing you were here", la canción por la que la conocimos todos en un principio "To Be Free" y el tema que representó a Ucrania en Eurovisión 2010 "Sweet people".
El disco está firmado por la discográfica rusa-ucraniana "Catapult Music" y únicamente podemos conseguir el disco en físico desde mercado de Europa oriente, aunque algunas webs nos permiten su descarga digital (desde la propia de la discográfica). Marcas españolas como "eBay" o centros comerciales no han lanzado aún en España la posibilidad de adquirir este disco en físico, y encontrarlo por internet es bastante difícil.
La primera canción del disco de Alyosha se hace llamar "Revolution".
Hay que recordar que esta cantante pertenece al grupo Greenpeace y participa en actividades ecológicas y su carrera musical, por el momento se basa en eso mismo.
Hasta el momento la cantante ucraniana Alyosha (Olena Kucher) solo se ha pronunciado en su página web oficial (www.alyoshamission.com) y a la pregunta: ¿Volverías a Eurovisión? Alyosha dice: -
"No, porque yo ya tuve mi momento y compartí con millones de europeos el mensaje quería transmitir."

## Algunos Datos
En el 2010, Alyosha lanzó su primer álbum en Idioma inglés
Ella nació dos semanas después del Accidente de chernobil y su canción sweet people trata sobre los efectos de maltratar el planeta

## Discografía
Álbumes
- 2009: The Right Side
- 2011: Alyosha

Sencillos
- Snow (Снег) (2008)
- To be free (2008)
- You'll go (Ты уйдешь) (2010)
- Sweet People (2010)
- Royalty (2010)